# نیروی حال
قدرت اکنون: راهنمایی برای روشنگری معنوی (به انگلیسی: The Power of Now: A Guide to Spiritual Enlightenment) کتابی است از اکهارت تُله. این کتاب قرار است راهنمایی برای زندگی روزمره باشد و بر اهمیت زندگی در لحظه کنونی و فراتر از افکار گذشته یا آینده تأکید می‌کند.
منتشر شده در اواخر دههٔ ۱۹۹۰، کتاب‌های توصیه شده اپرا وینفری شده‌است و به ۳۳ زبان ترجمه شده‌است. از سال ۲۰۰۹، تخمین زده می‌شد که سه میلیون نسخه در آمریکای شمالی فروخته شده‌است.
این کتاب از «سنتهای معنوی» گوناگونی تهیه شده‌است، و توسط یکی از داوران توصیف شده‌است که «بودیسم آمیخته با عرفان و چند اشاره به عیسی مسیح، نوعی از عصر جدید در کار مجدد ذن». از این سنت‌ها برای توصیف «سیستم اعتقادی مبتنی بر زندگی در لحظه کنونی» استفاده می‌کند. پیام اصلی آن این است که مشکلات عاطفی افراد ریشه در شناسایی آنها با ذهن خود دارد. نویسنده می‌نویسد که فرد باید به جای اینکه خود را در نگرانی و نگرانی از گذشته یا آینده از دست بدهد، از «لحظه فعلی» خود آگاه باشد.
طبق کتاب، فقط لحظه فعلی واقعی است و فقط لحظه حال اهمیت دارد، و گذشته و آینده فرد توسط افکار آنها ایجاد می‌شود. نویسنده معتقد است که اصرار مردم مبنی بر کنترل زندگی آنها توهم «فقط درد می‌آورد» است. این کتاب همچنین روش‌های آرامش و مراقبه را برای کمک به خوانندگان در لنگر انداختن خود در زمان حال بیان می‌کند. این پیشنهادات شامل کاهش سرعت زندگی با پرهیز از چند کار، گذراندن زمان در طبیعت و رها کردن نگرانی در مورد آینده است. برخی از مفاهیم موجود در قدرت اکنون، مانند نفس انسان و تأثیرات منفی آن بر خوشبختی، در کتابهای بعدی نویسنده، به ویژه یک زمین جدید: بیداری به هدف زندگی شما (۲۰۰۵) شرح داده شده‌است.

## فصل‌های منتخب
فصل‌های این کتاب عبارتند از: «مقدمه»، «شما ذهن شما نیستید»، «آگاهی: راه رهایی از درد»، «حرکت عمیق به سمت زمان حال»، «استراتژی‌های ذهن برای جلوگیری از بودن در زمان حال»، «وضعیت حضور»، «بدن درونی»، «درگاه‌هایی به تعریف نشده‌ها»، «روابط روشنگری شده»، «فراتر از خوشبختی و عدم خوشبختی، صلح است» و «معنی تسلیم».